# Американизмы
Американи́змы — лексические, фонетические и грамматические особенности английского языка в США, представляющие собой сравнительно немногочисленные отклонения от британской литературной нормы.
К ним относятся слова, возникшие в Соединённых Штатах Америки и не получившие распространения в Англии: названия растений и животных североамериканского континента, различных явлений, связанных с государственным и политическим строем США, с бытом американцев. Также американизмами можно назвать слова в русском языке, позаимствованные из американского диалекта в связи с широким распространением американских фильмов, песен и западных движений.
Слова, распространенные в американском, но не британском английском, могут быть архаичны (fall — осень, вместо autumn). Часто это слова, образованные соединением двух слов в одно (deadbeat, brainstorm, fixer-upper). Кроме того, существуют слова, имеющие разные значения в американском английском и британском английском:
block:
амер. квартал
брит. здание
pavement:
амер. мостовая
брит. тротуар
Есть масса вариантов, когда русское выражение можно по-разному перевести на английский с учётом различий американского и британского диалектов:
аптека:
амер. drugstore
брит. chemist’s shop
бензин:
амер. gasoline, gas
брит. petrol
Упрощение словосочетаний:
«want to» до «wanna», в значении «Что ты хочешь (или будешь)»:
I wanna drink. = I want to drink.
«going to» до «gonna» в значении «Что ты собираешься делать»:
I am gonna do that right now. = I am going to do that right now.
«got to» до «gotta» в значении «Что ты должен (обязан) сделать»:
I gotta go now. = I have to go now.
Gotta ciggie? = Have you got a cigarette?
Кроме того, написание некоторых буквосочетаний в словах упрощается до подобия звукового аналога:
What R U doing? = What are you doing?
Y r u checkin dis? = Why are you checking this?